# Celtis adolfi-friderici
Celtis adolfi-friderici là một loài thực vật có hoa trong họ Cannabaceae. Loài này được Engl. mô tả khoa học đầu tiên năm 1909.